# Плакета

Медальєр А.Королюк, плакета на честь заснування Херсона, 1978 р., ЛМД, алюміній.

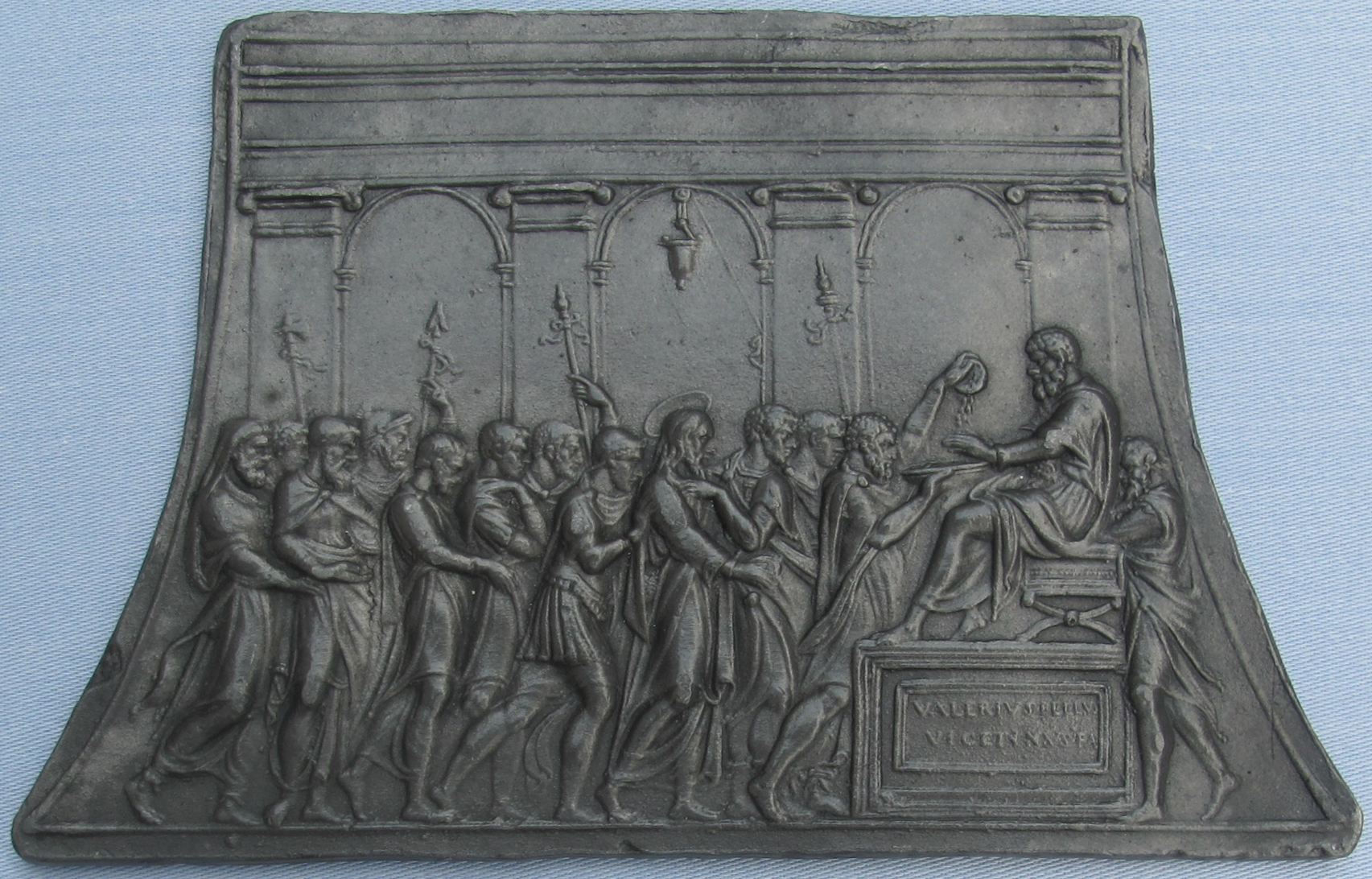
Валеріо Вічентіно. «Христос і Пілат, що умиває руки», 1532 р.

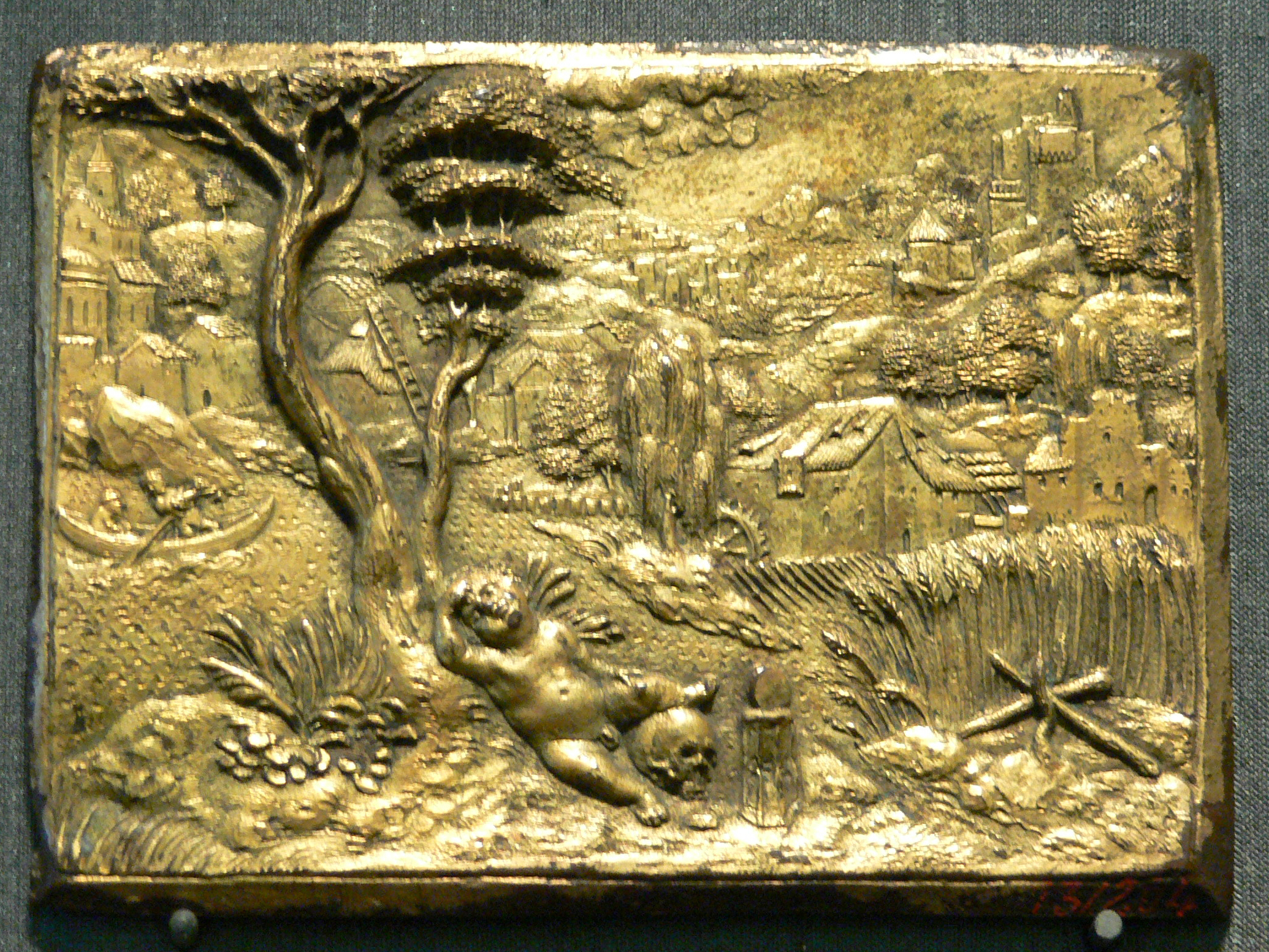
Петер Фльотнер, плакетка «Марнота марнот», до 1540 р.

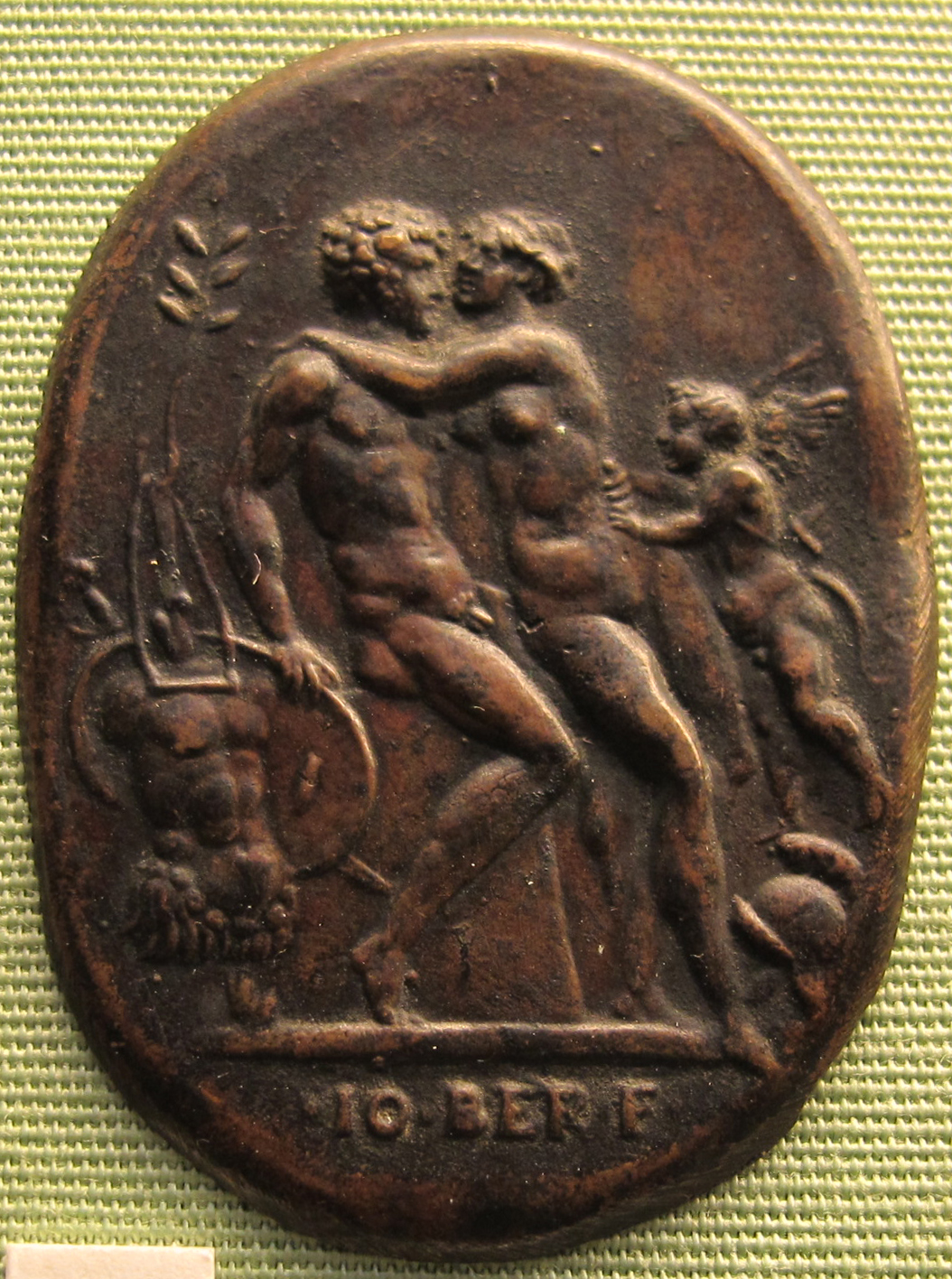
Джованні Бернарді, плакета «Венера і Марс», до 1550 р.

Плакета (плакет, плакетка від фр. plaquette) — дощечка) — різновид медальєрного мистецтва прямокутної форми.

## Вільна форма
На відміну від медалі, де стандартною вважається форма кола чи наближена до кола і овалу, плакета має форму квадрата чи видовженого прямокутника і наближена до рельєфа. Іноді виготовляли плакети зірчастої форми з декількома кутами. Зустрічаються плакетки і в формі кола, але вони великі за розмірами, виконані на античні чи міфологічні сюжети і позбавлені написів (Пауль ван Фіанен (1568—1613), плакетка «Викрадення Ганімеда орлом Зевса», до 1610 р.).

## Витоки
Створення плакет розпочалось в добу італійського відродження і мало перший розквіт в добу європейського маньєризму і раннього бароко. Серед старовинних майстрів виготовлення плакет — ювеліри та медальєри (фламандці Якоб Корнеліссон Коберт та Адріан де Вріс, італійці Гульельмо делла Порта та його син Томмазо делла Порта, Джованні деі Бернарді, Андреа Бріоско (бл. 1473—1532) за прізвиськом Річчо, голландець Пауль ван Фіанен). Плакети приваблювали вельможних колекціонерів віртуозним і динамічним виконанням, мерехтливою поверхнею зашліфованого металу і частими запозиченнями сюжетів уславлених митців на кшталт Рафаеля Санті, Джуліо Романо, Аннібале Каррачі, Періно дель Вага та ін. Свій вплив на сюжети і орнаменти мали також зразки декоративних гравюр.

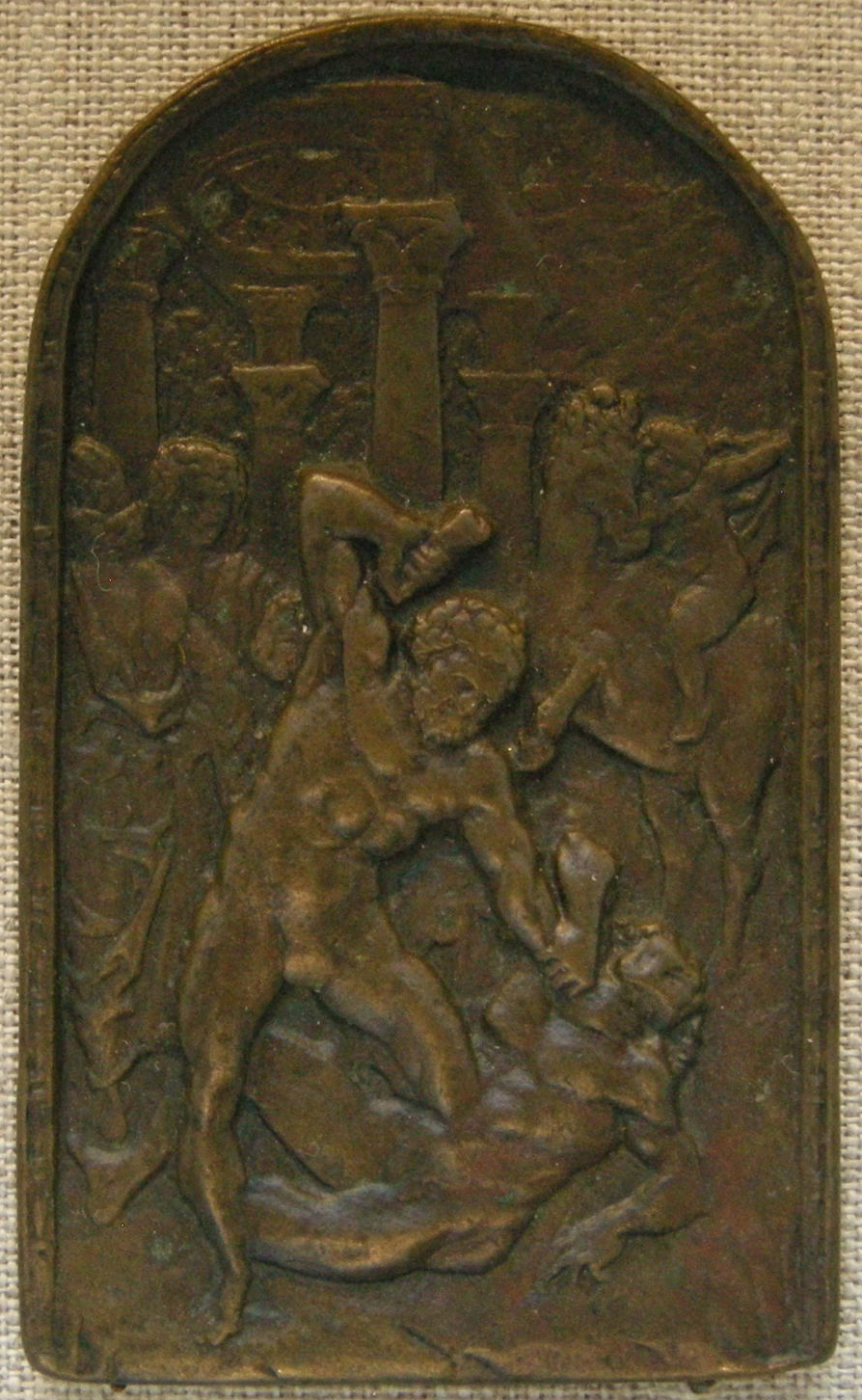
Карадоссо, «Геркулес убиває Какуса», 1490 р.
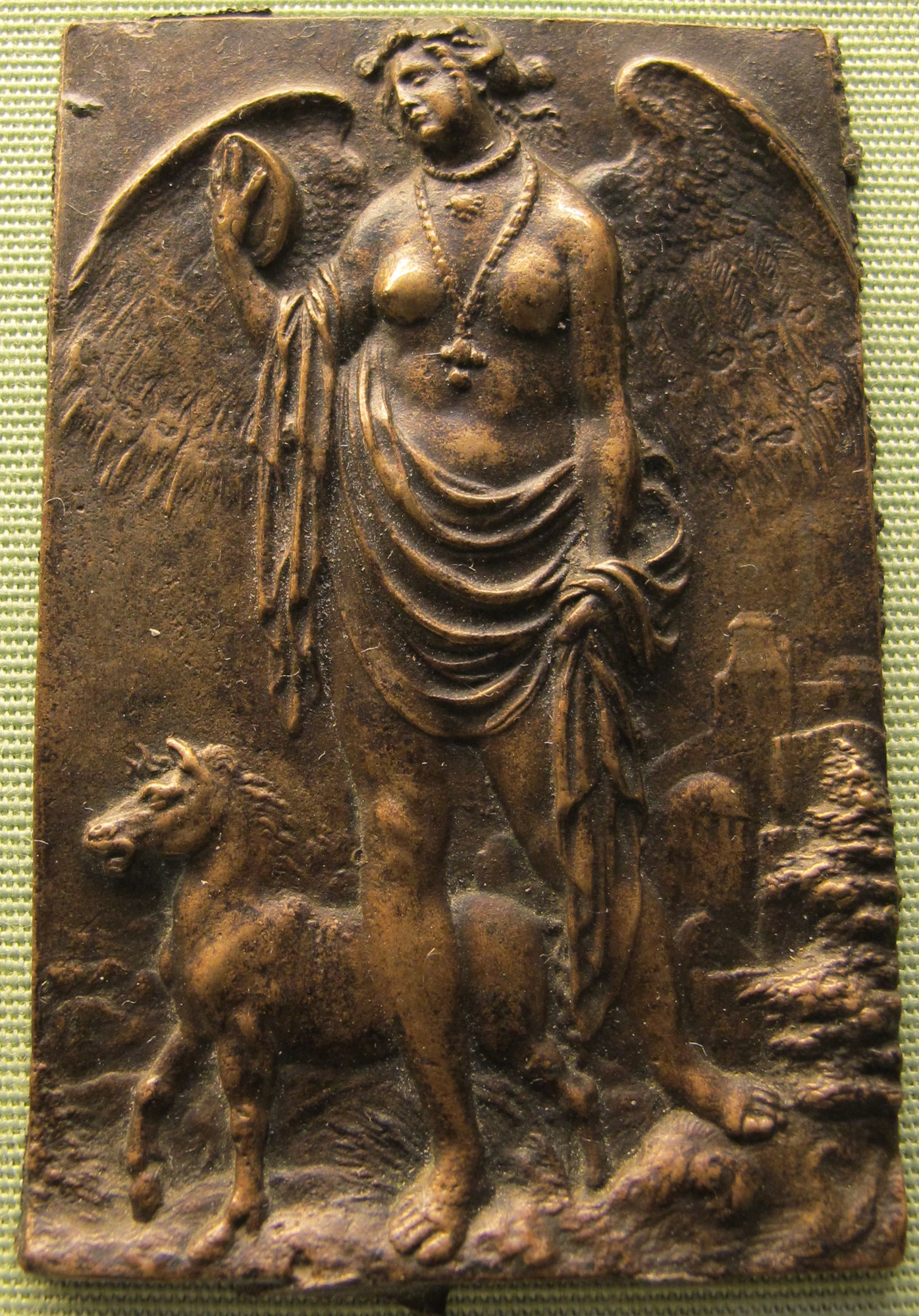
Петер Фльотнер, плакета «Алегорія Гордині». Серія «Сім смертних гріхів», 1540 р.
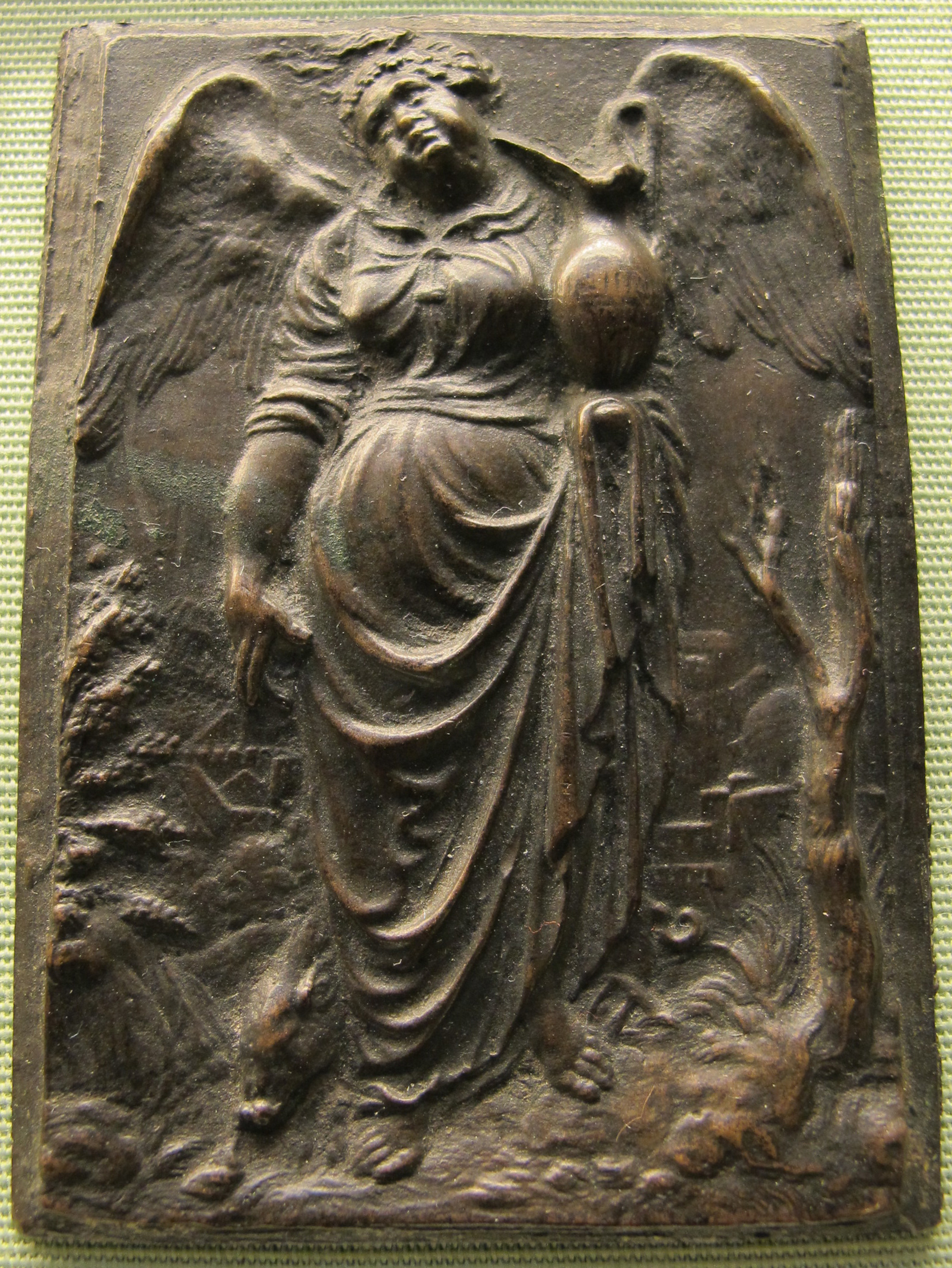
Петер Фльотнер, плакета «Алегорія Обжерливості». Серія «Сім смертних гріхів», 1540 р.

В добу німецького відродження майстром плакеток був нюрнберзький скульптор, гравер, медальєр та ювелір Петер Фльотнер (1485—1546). послідовник в мистецтві Альбрехта Дюрера. Відомо близько ста тридцяти його сюжетів, котрі прикрасили тарелі, кухлі, посуд із бронзи. Плакетки виготовляв французький майстер Ф. Брио та його послідовник в місті Нюрнберг К. Ендерлайн. Плакетки майстрів-оловянщиків використовував уславлений француз-кераміст Бернар Паліссі (бл. 1510—бл. 1689).

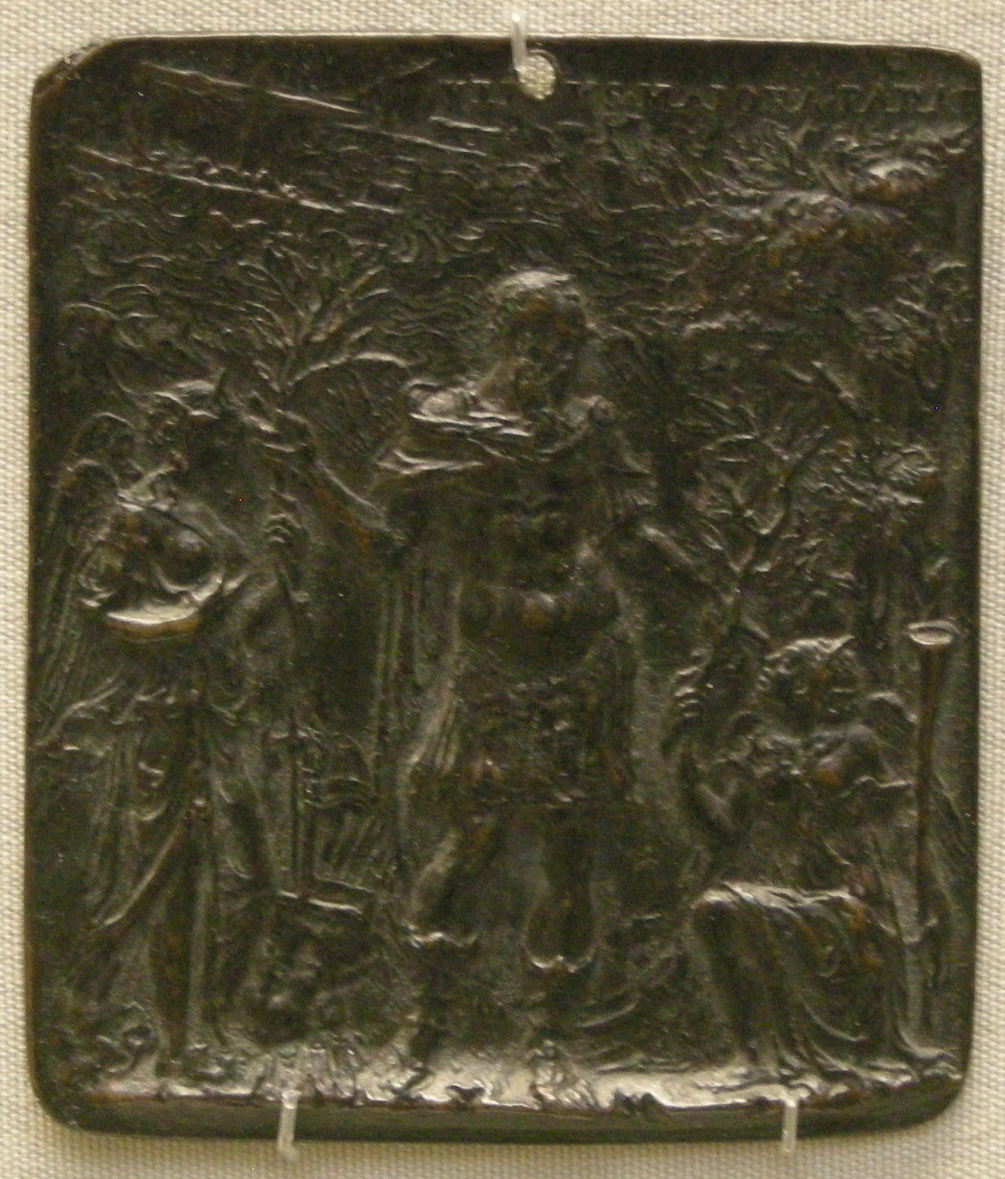
Леоне Леоні, плакета «Андреа Доріа між алегоріями Слави та Перемоги»
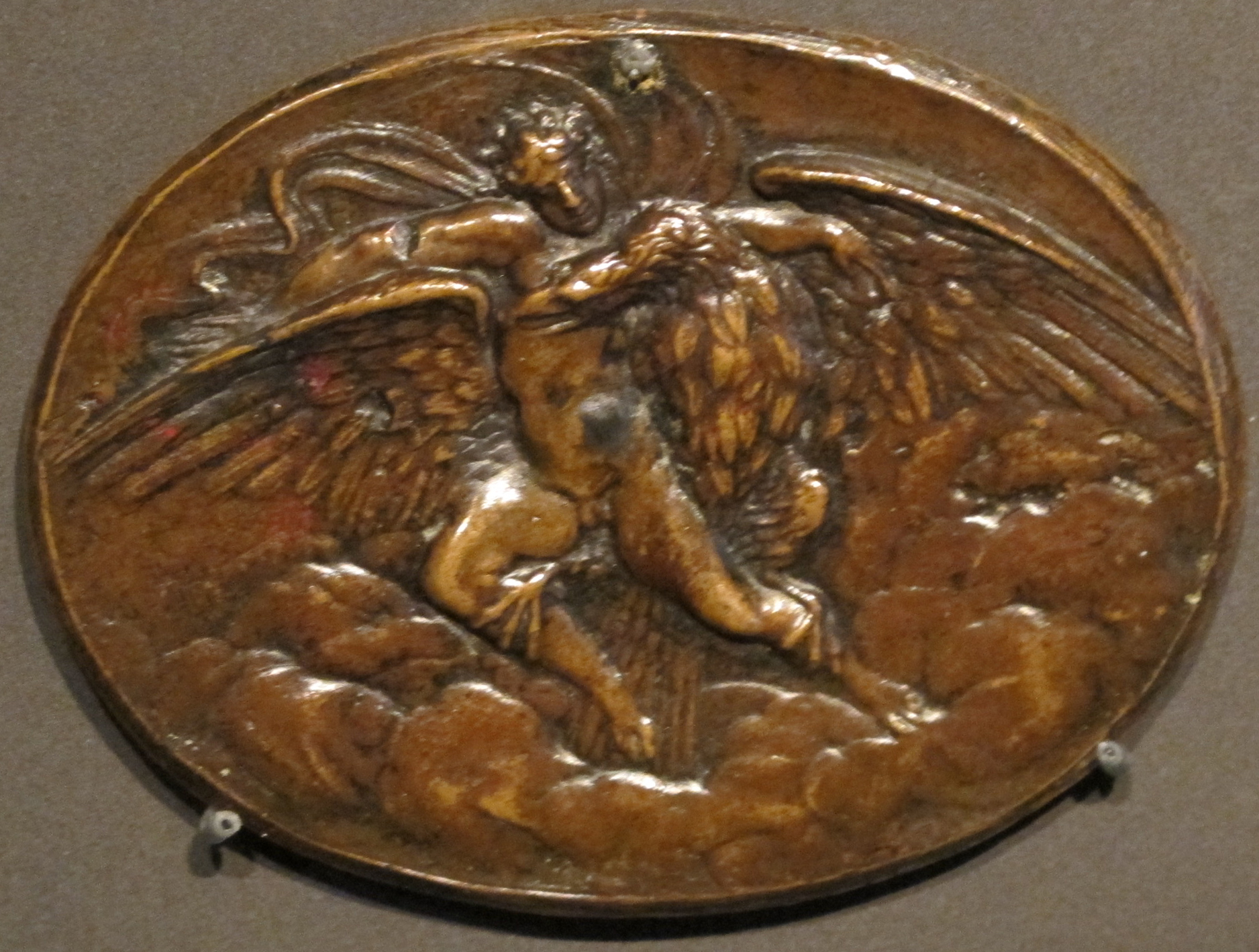
Джованні Бернарді,  плакетка  «Викрадення Ганімеда орлом Зевса», 1540-ві рр.
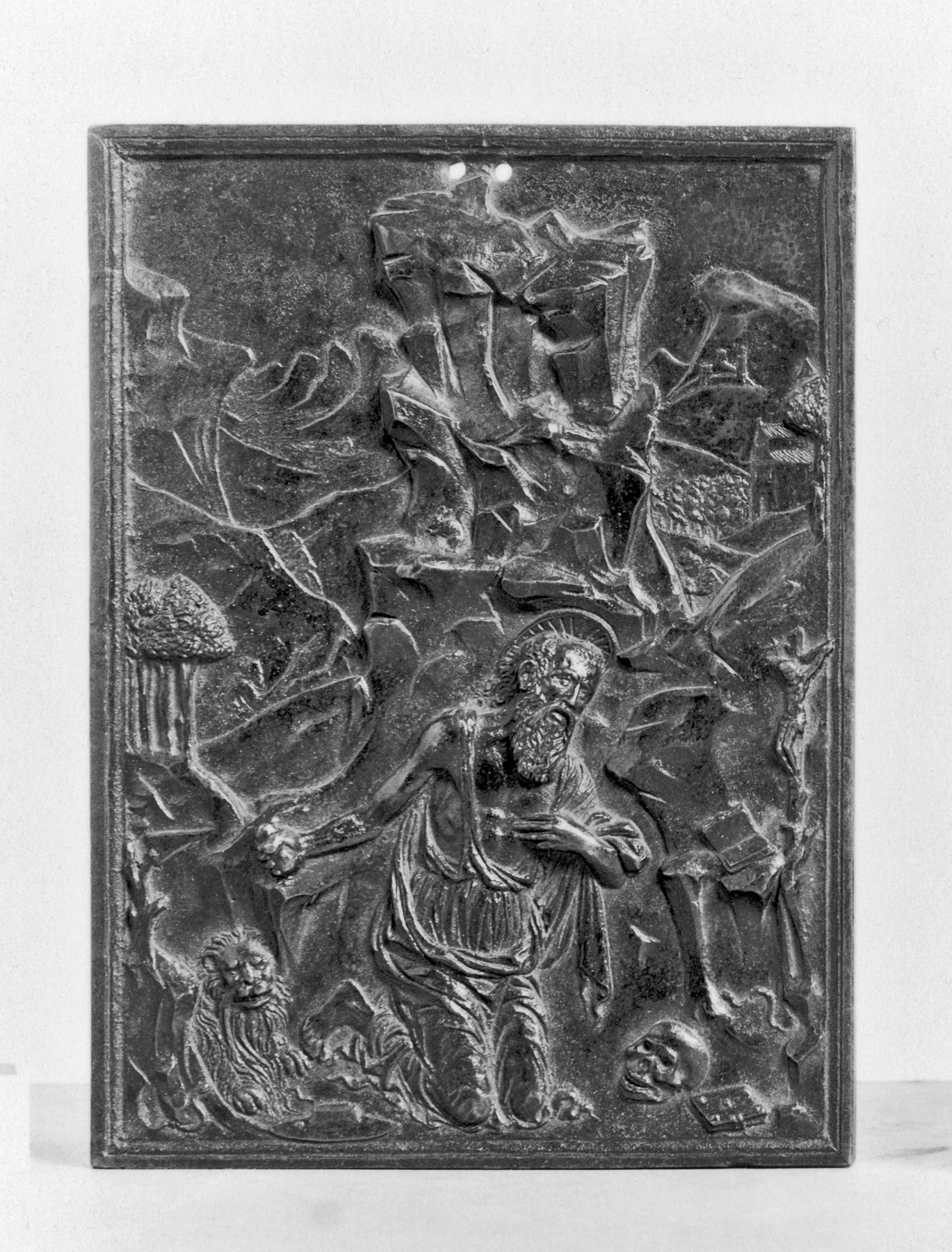
Бартоломео Беллано, Падуя. «Св. Єронім в пустелі». Художній музей Волтерс
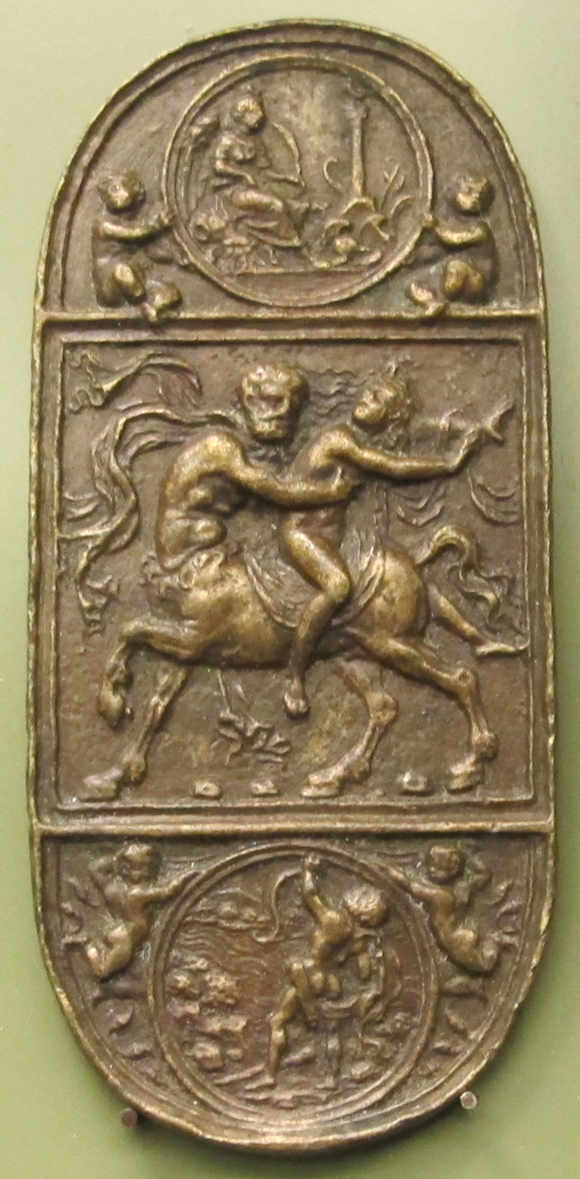
Галеаццо Монделла. Плакетка «Кентавр Несс викрав Деяніру»

Відомі центри виготовлення плакет в Європі — Флоренція, Падуя, Феррара, Мантуя, Верона, Нюрнберг, Аугсбург, Прага. А коло колекціонерів і поціновувачів плакет далеко не обмежувалось тільки цими містами.
Плакети настільки подобались, що самі стануть взірцями для численних рельєфів з деревини, слонової кістки, перламутру, при створенні камей, травлених орнаментів на парадній зброї, при створенні рам для дзеркал і рельєфів для коштовних годинників чи меблів. Плакети виготовляли з бронзи, олова, срібла, сплавів, алюмінію тощо.

## Подальша історія плакет
В 18. столітті виготовлення плакет продовжилось, але прийшли зміни в формі та матеріалах. Британський кераміст Джозайя Веджвуд налагодив виробництво плакет із фаянсу. Севрська мануфактура виготовляла плакетки з порцеляни.
Плакета як різновид медальєрного мистецтва дожила до 20 століття. Але стала більш спокійною і врівноваженою за сюжетами чи виконанням і перейшла в сувенірну продукцію, також легко використовує геральдику, портрети чи невеликі написи (А. Королюк, плакета на заснування міста Херсон, 1978 р., ЛМД, СРСР). Налагодила виробництво фаянсових плакет в необароковій стилістиці і Гжель, де зображення виконане не в рельєфі, а розписом кобальтовими фарбами.

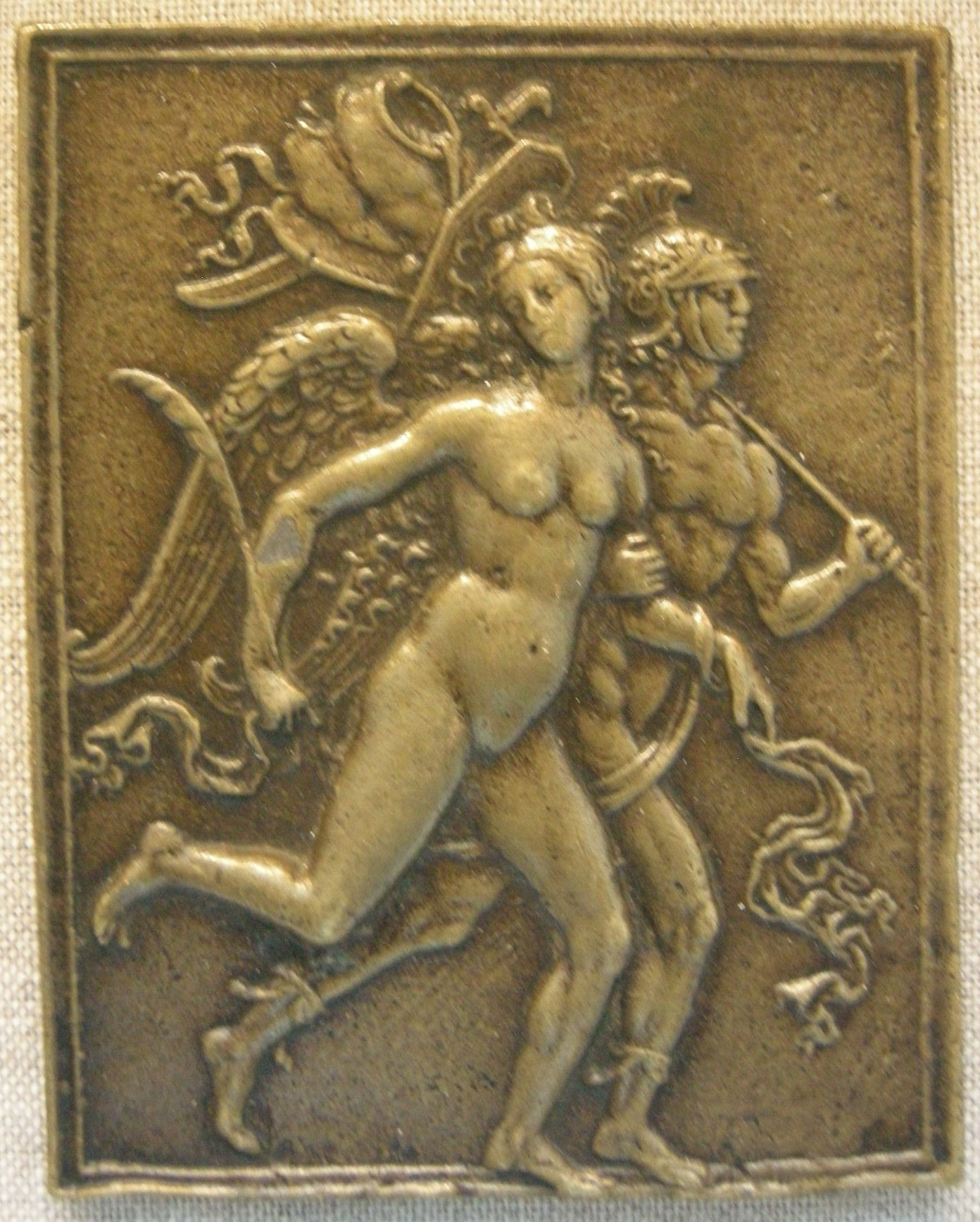
Галеаццо Монделла. Плакетка «Богиня Перемоги і Марс», до 1505 р.
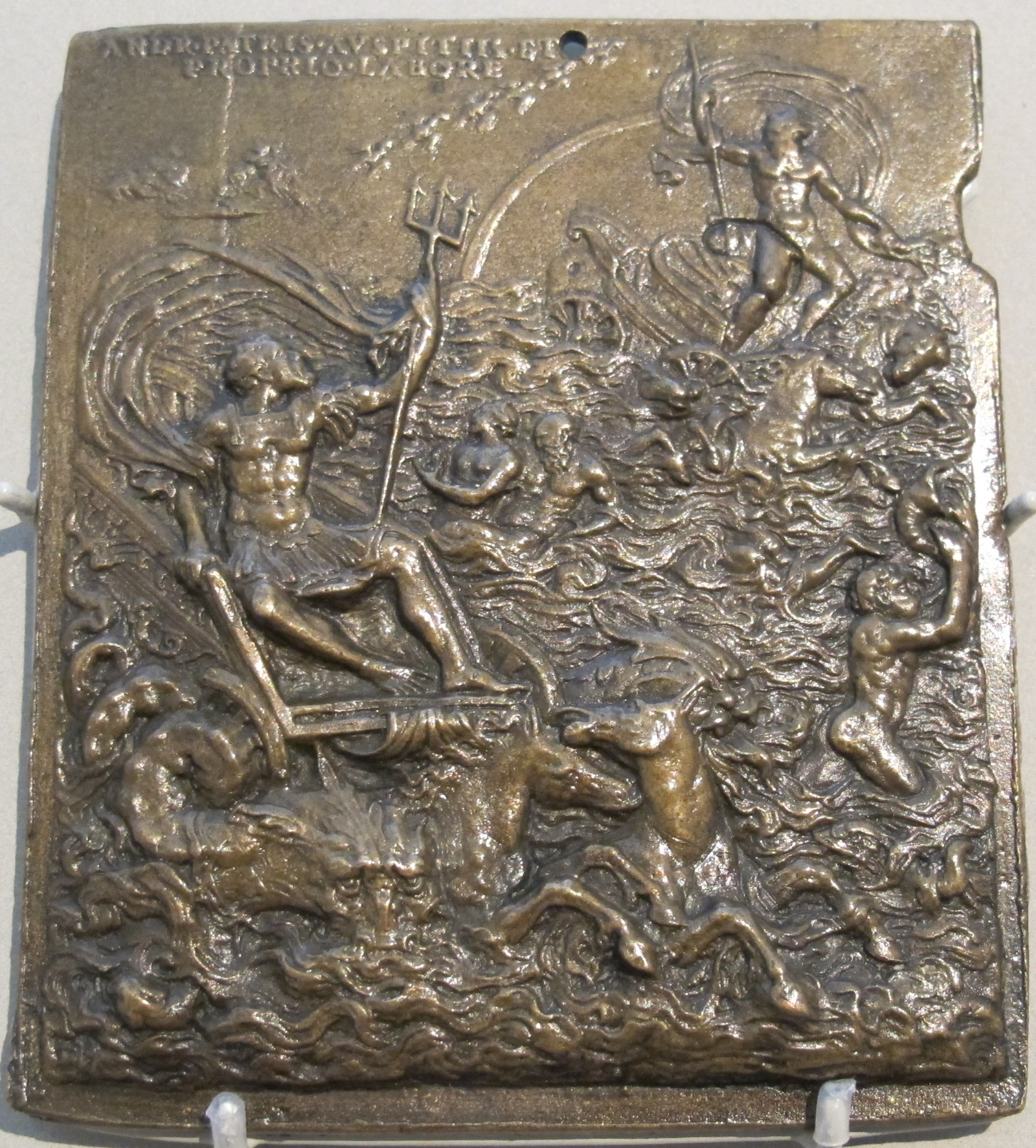
Леоне Леоні, плакета «Тріумф Джанетіно Доріа»,  до 1542 р.
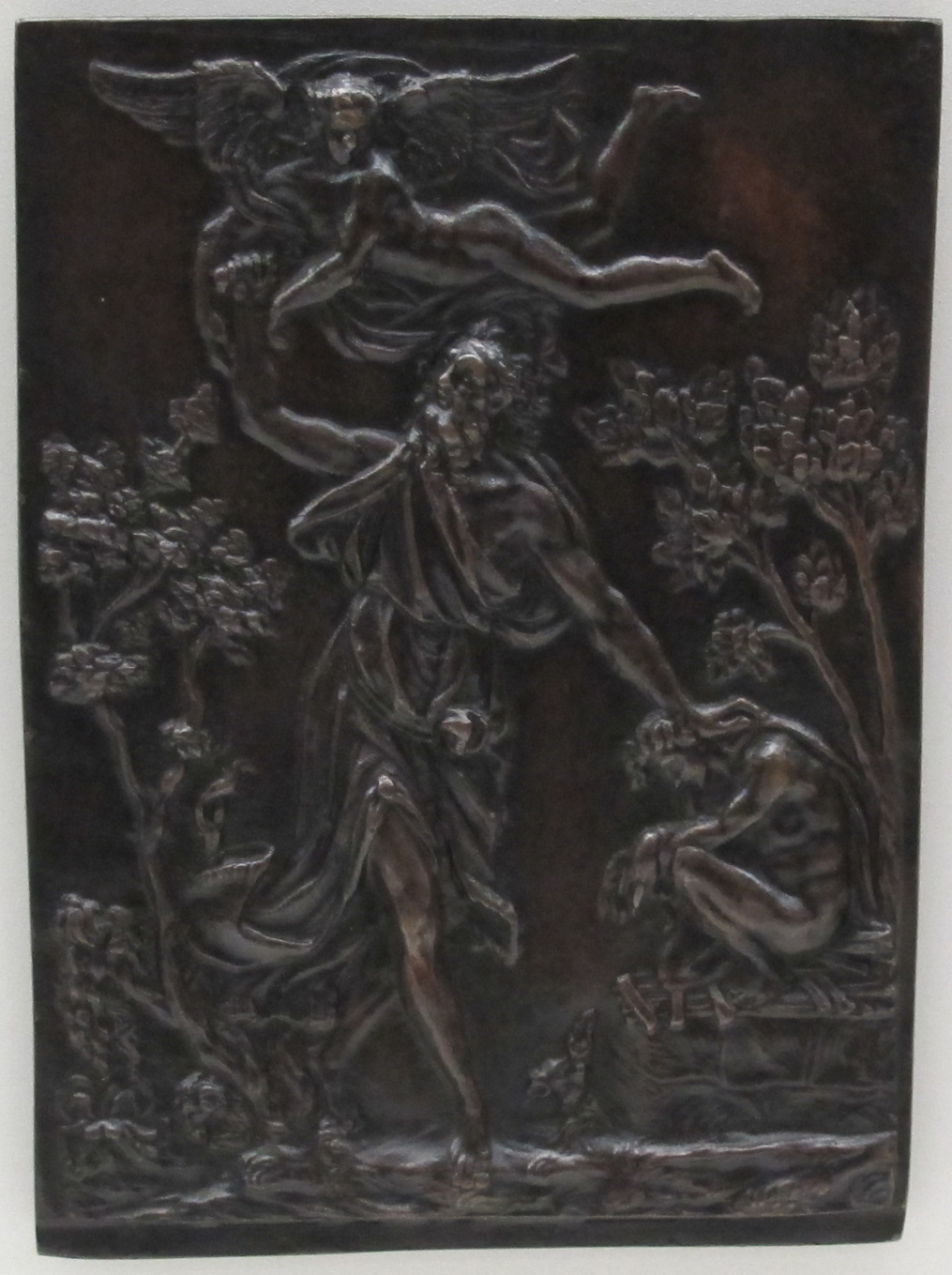
Аннібалє Фонтана, плакетка  «Жертвоприношення Ісаака», до 1600 р.
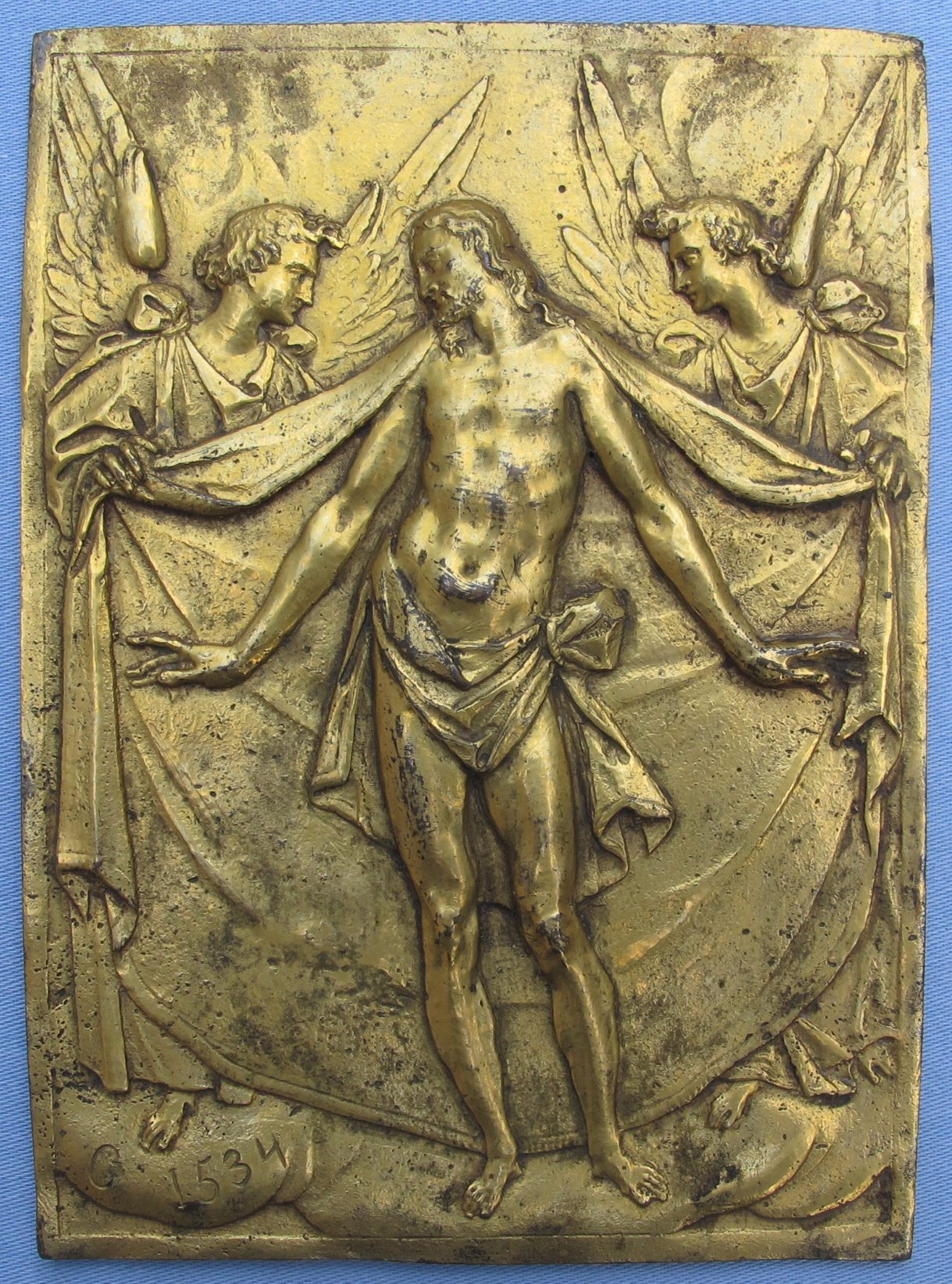
Антоніо Абондіо. «П'єта з двома янголами», золочена бронза, плакетка.

## Див. також

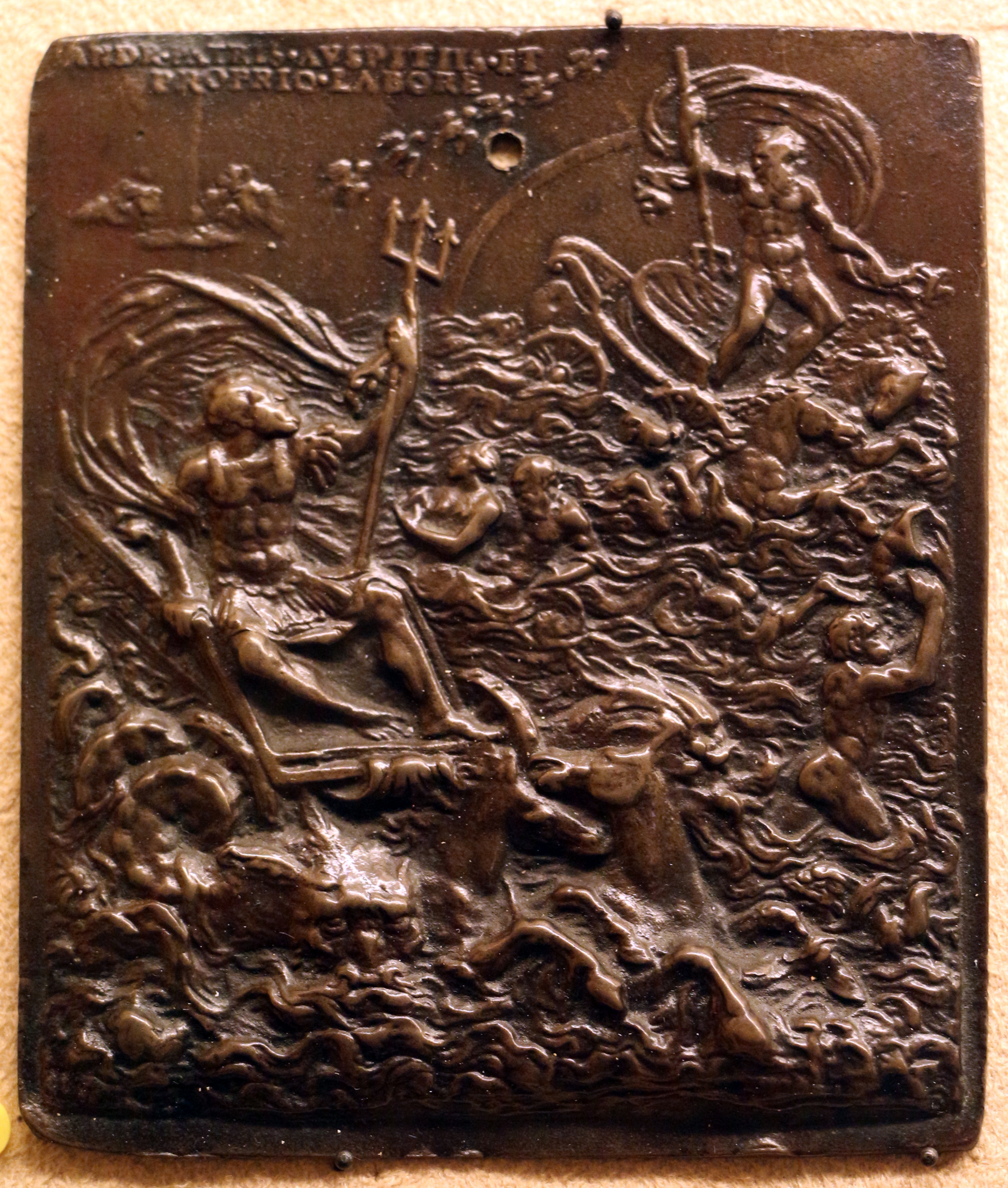
медальєр Леоне Леоні. «Андреа Доріа як протеже Нептуна», Національний музей Фінляндії